# Étoile d'Or Saint Léonard Angers
L'Étoile d'Or Saint Léonard Angers ou EOSL Angers est un club français de basket-ball évoluant, pour la saison 2014-2015 en NM2, soit la 4e division du championnat de France. Le club est basé à Angers en Maine-et-Loire.
Annoncée le 8 mars 2017, la fusion de l'ABC et de l'Étoile d'or donne naissance à l'Étoile Angers Basket, qui devient l'un des six plus gros clubs de France en nombre de licenciés avec la Pro B pour objectif à l’horizon 2020.

## Historique
1940 : Fondation par l'abbé BLOT de l'E.S.T LÉONARD.(Athlétisme et Football: l'entraîneur était Émile TOSSER).
1941 : Création « non officielle » d'une section BASKET par R.FREULON.
1942 : Entente avec LES PONTS de CE et appellation ALERTE SPORTIVE de ST LÉONARD.
1943 : Chacun reprend son autonomie ...
1945 : Le vicaire Honoré MARTIN déclare officiellement le 12 novembre l'ÉTOILE SPORTIVE ST LÉONARD (E.S.S.L) à la préfecture. Le 1er Président est Emile DUMOINS.
1947 : Affiliation de la section BASKET à la Fédération Française.
1949 : Création de la section TENNIS de TABLE par Robert RONTARD.
1954 : La section BASKET remporte la coupe "Honneur" UNION D'ANJOU.
1957 : Création de la section TIR par Jean GASTARD.
1958 : Roger JAVELOT devient président de l'E.S.S.L.
1960 : Création de la section féminine de Basket par Melles RAIMBAULT et MANCEAU et sa charmante secrétaire Geneviève LIGNEL.
1962 : L'équipe féminine monte en "région"(capitaine : Annick OSSELIN).
1963 : Henri JAMONEAU devient président.
1965 : L'équipe féminine remporte la COUPE de FRANCE F.S.C.F aux dépens de BAGNOLET avec une certaine Françoise COURTIN comme capitaine.
1966 : Georges DUPERRAY prend en main la présidence du club.
1969 : L'E.S.S.L transfert son siège au stade de VILLOUTREYS. Jean CHALUMEAU succède à Georges DUPERRAY à la présidence.
1972 : Inauguration de la salle Félix LANDREAU.
1973 : Louis BLANVILLAIN devient président de la section Basket-Ball. Les seniors masculins montent pour la 1ère fois en "Région".
1976 : Création de la section LOISIRS et SOIREE 1900 à VILLOUTREYS.
1977 : Création de la section TENNIS à l'initiative de Guy TEZE.
1978 : 1er Bal ESSL. Florence BOUTIN est élue 1ère Ambassadrice ESSL. Raymond LEBLOIS devient président de la section BASKET-BALL. Construction de 2 courts de tennis sous la direction de J.BEAUGENDRE.
1980 : Noël RABIN devient président de la section TENNIS qui enregistre son "premier classé" : Patrick DELESSARD. Laurence RONTARD devient ambassadrice.
1982 : Jean-Claude RENAUD est élu à la présidence du BASKET.
1983 : Paulette CHEVREUL accède à la présidence du TENNIS.
1984 : Louis BLANVILLAIN devient président de la section Basket-ball et le restera jusqu'en 1995.
1988 : 1ère montée en nationale 4 pour l'équipe une masculine.
1995 : Michel MINGOT devient président de la section Basket-ball et le restera jusqu'en 1998.
1998 : Louis BLANVILLAIN reprend la présidence de la section Basket-Ball.
1999 : Pour la première fois l'équipe 1 gars monte en Nationale 2
2001 : Descente des Seniors 1 Masculins en NM 3.
2002 : Les seniors 1 (re)-monte en NM 2.
2001 : L'ESSL Basket et Tennis de table emménagent dans la nouvelle salle de Villoutreys.
2004-2005 : l'ESSL et l'ABC créent une union sur le secteur féminin, hélas l'équipe 1ère ne se maintient pas en NF3
2005 : Victoire des filles en Coupe de l'Anjou, des seniors 2 en Coupe des Pays de la Loire et Champions de R3.
2006 : Lors de l'AG, l'Etoile Sportive St Léonard devient Etoile d'Or Saint Léonard, de même l'Union Féminine Etoile Angers Basket prend son indépendance vis-à-vis de ses clubs d'origine.
2007 : Les Séniors 2 montent en NM3. Olivier Allinéi fait ses adieux au championnat national (NM2).
2008 : Grande saison pour le club : seniors 1 gars en NM2 termine 1er de leur poule et demi-finaliste du trophée de la coupe de France, victoire des seniors filles 1 et des seniors gars 3 en coupe de l'Anjou. Les seniors 3 gars montent en R3. Descente des Seniors 2 Masculins en R1.
2009:  Très grande saison pour le club : Séniors 1 gars en NM2 termine encore 1er de leur poule et monte en NM1
séniors 2 en R1, descente des séniors 3 Masculins en DM1,séniors 1 filles en RF3
2010 : Saison en NM1 pour les seniors 1 , 2 MATCHS EXTRAORDINAIRE et 2 victoires contre le club de ABC ANGERS dans la salle Jean Bouin archicomble 3000 personnes et descente fin de saison en NM2
2011 :  Descente de l'équipe 1 en NM3 , montée de l'équipe 1 filles en RF2 et descente de l'equipe 2 gars en RM2

 
2012 : Les seniors 1 (re)-monte en NM 2, maintien des séniors 2 en RM2 et maintien des séniors 1 filles en RF2 et descente des séniors 3 en DM2

## Entraîneurs
- 2003-2009 :  Christophe Henry